# Lophonetta specularioides
Lophonetta specularioides este o specie de rață originară din America de Sud, aparținând genului monotipic Lophonetta. Uneori este inclusă în Anas, dar aparține unei clade sud-americane care s-a separat timpuriu în evoluția rațelor.

## Caracteristici

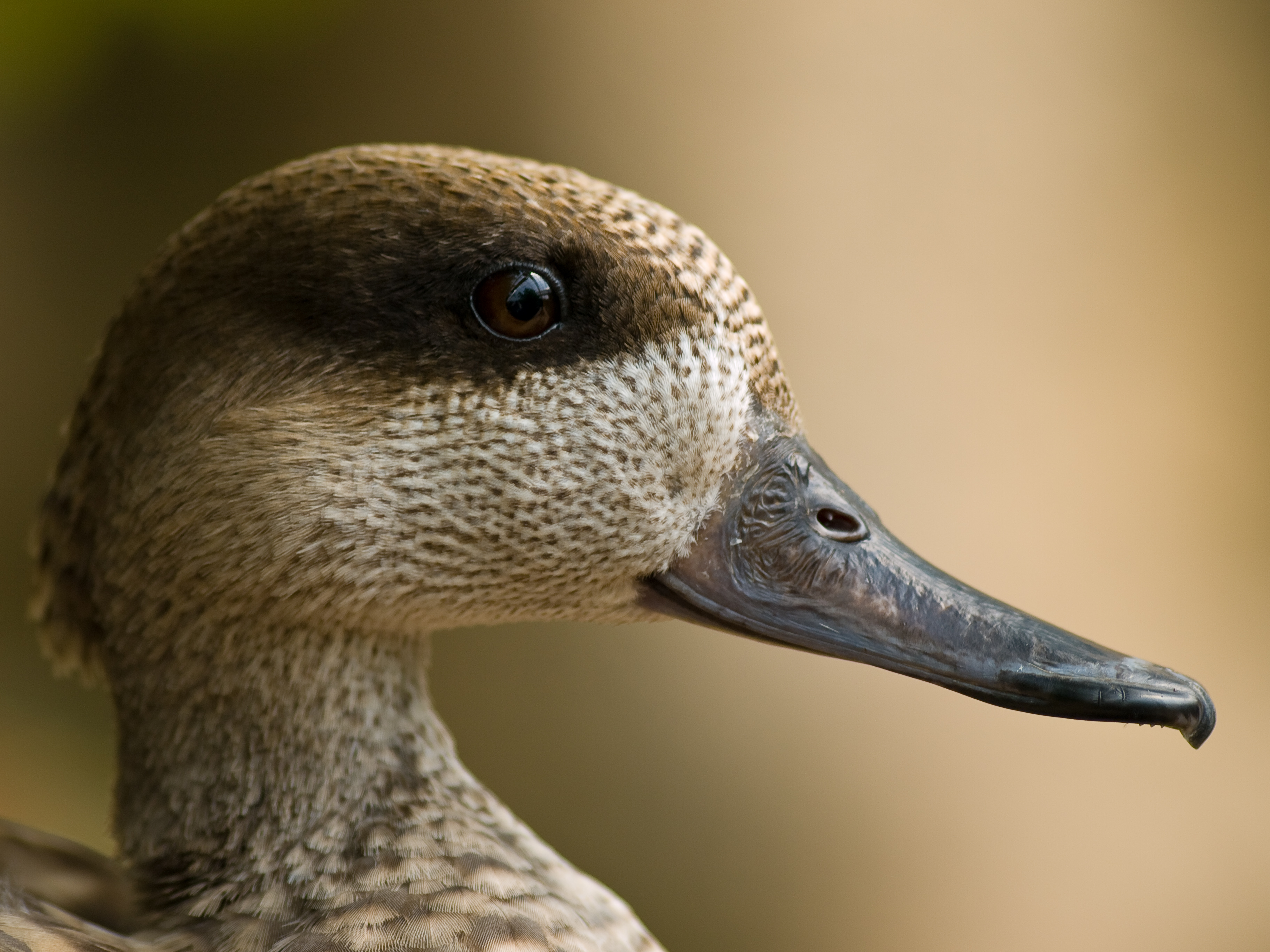
Lophonetta specularioides

Lophonetta specularioides este o pasăre acvatică⁠(d) de mărime medie, masculii adulți ajungând la puțin peste un kilogram. Are 51-61 cm lungime, predominant brun-cenușie, cu pieptul maroniu și partea laterală a corpului de culoare deschisă. Irisul este roșu, iar ciocul negru. În mod caracteristic are un smoc lung pe cap. Masculii și femelele arată similar, masculii având o creastă puțin mai proeminentă decât femelele. Juvenilii sunt asemănători, dar nu au creastă, au fața maro deschis și abdomenul mai palid decât adulții.
Sunt non-gregare⁠(d) și se adună doar în zonele cu rezerve neobișnuit de mari de hrană. În general, perechile expulzează din zonele lor de hrănire alte exemplare din propria specie, precum și specii străine. Din aceste motive sunt considerate foarte teritoriale.

## Subspecii
- Lophonetta specularioides alticola; trăiește în lanțul muntos al Anzilor, din Peru și Bolivia până la nord de Chile și Argentina.
- Lophonetta specularioides specularioides; cuibărește în sudul Chile, Argentina și Insulele Falkland. În timpul iernii, această subspecie se deplasează spre nord de-a lungul ambelor coaste, ajungând în Chile central și Argentina.

## Statut
Specia are o arie de răspândire largă și o populație numeroasă, cu o tendință stabilă. Pe baza acestor criterii, IUCN clasifică specia ca fiind de îngrijorare redusă (LC).

## Galerie

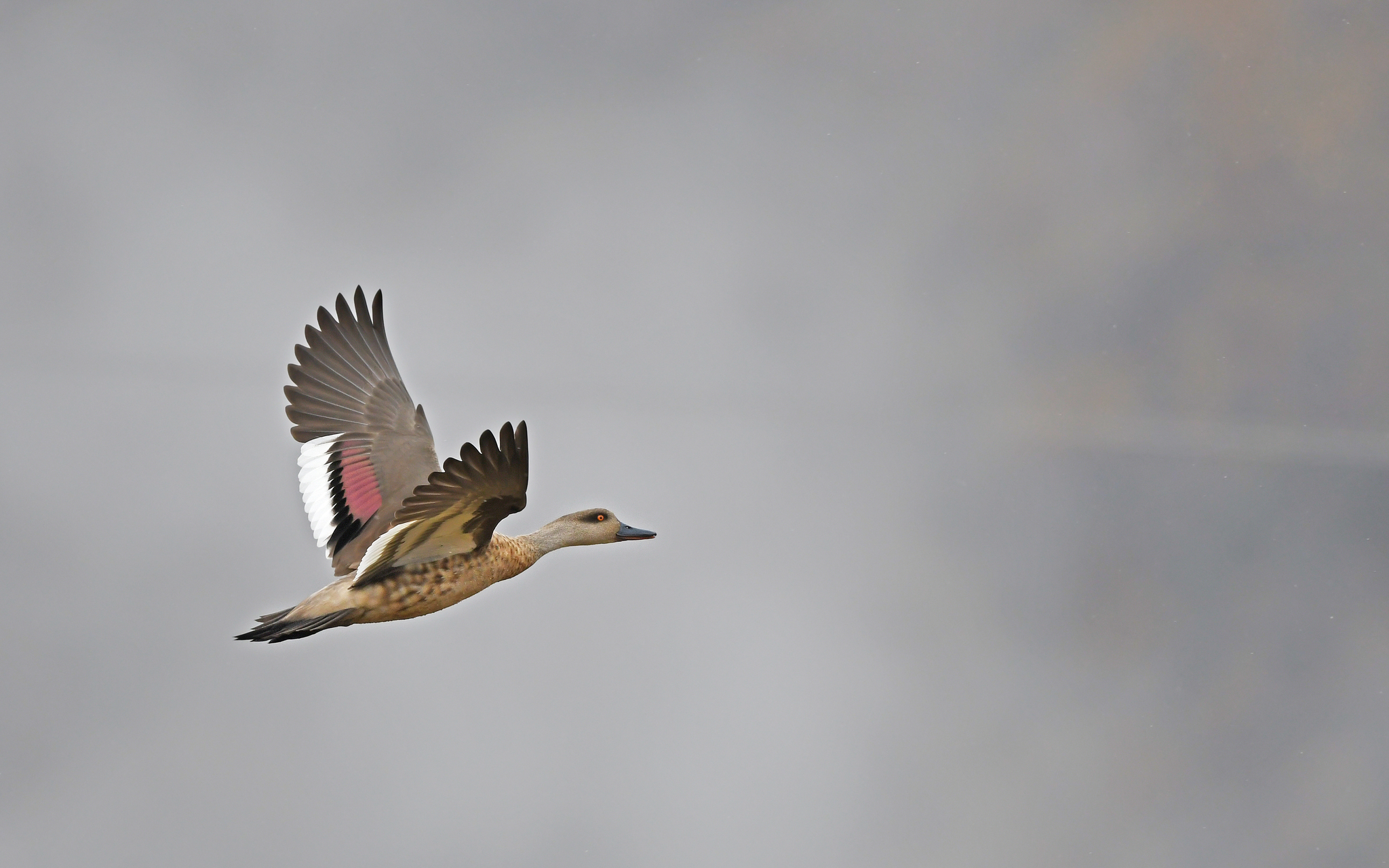
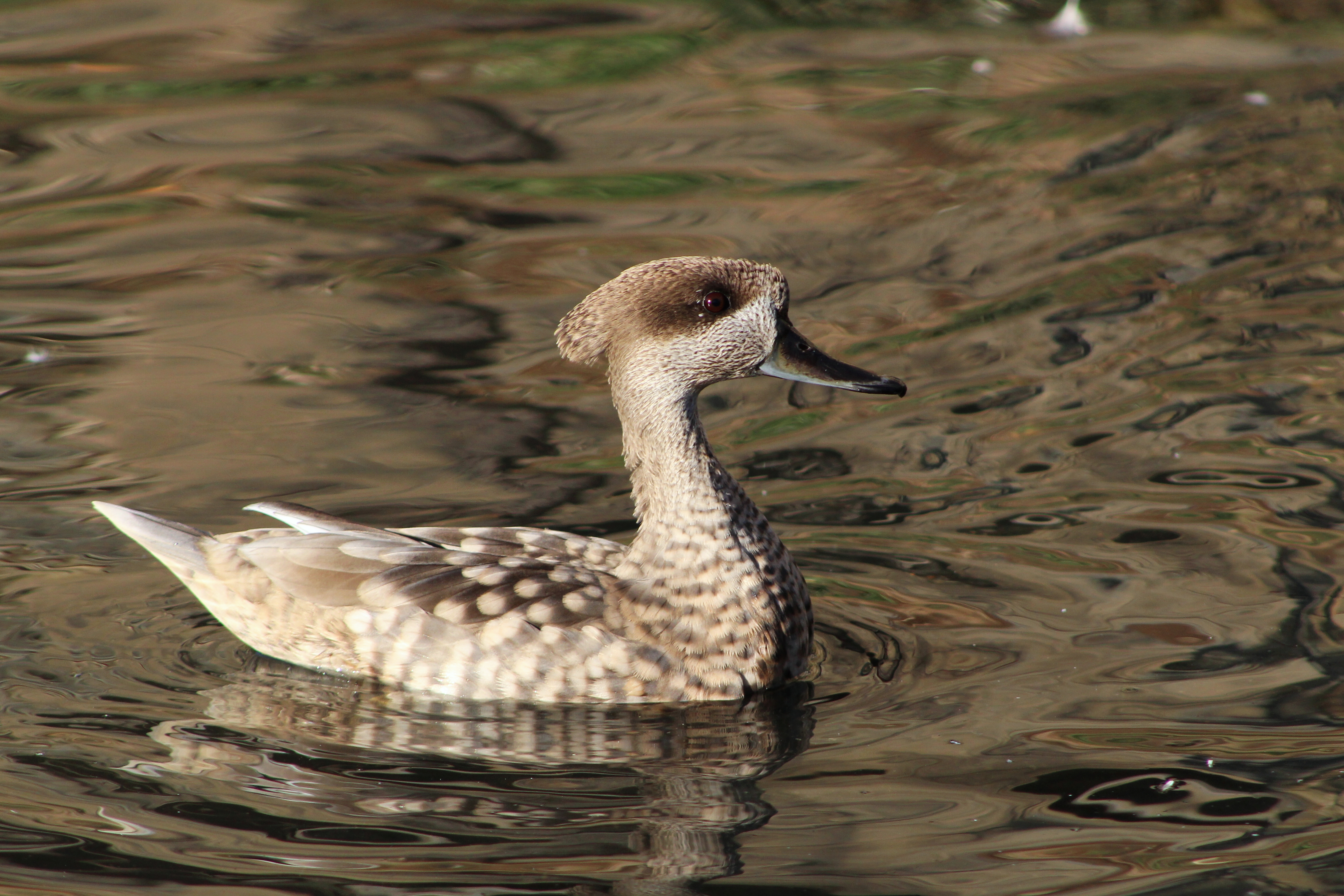
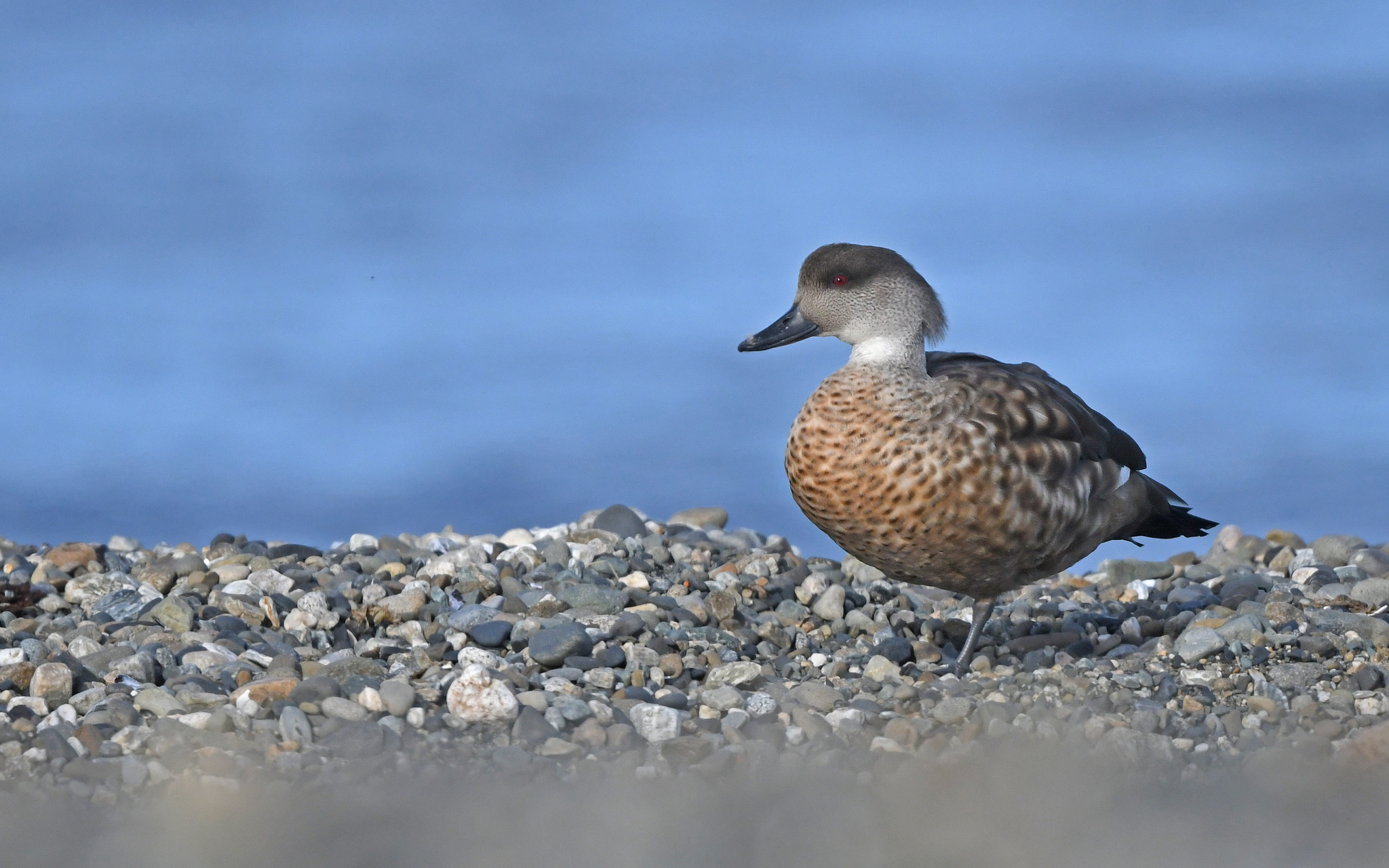